# Ulica Adama Mickiewicza w Radomiu
Ulica Adama Mickiewicza w Radomiu – ulica w dzielnicy Śródmieście.
Łączy ulicę Żeromskiego z ulicą Traugutta. Krzyżuje się z ulicą Sienkiewicza. Na odcinku od Traugutta do Sienkiewicza ma status drogi powiatowej numer 5322W, zaś na odcinku od Sienkiewicza do Żeromskiego – drogi gminnej.

## Historia
Ulica została zbudowana w II połowie XIX wieku w związku z porządkowaniem gruntów, włączonej w obszar miasta, wsi Dzierzków.

## Nazwa[4][5]
- II poł. XIX w. – 1924: ul. Parkowa
- 1924 – 1939: ul. Adama Mickiewicza
- 1939 – 1945: Parkstraße
- od 1924: ul. Adama Mickiewicza

## Architektura[6]
Zabudowa ulicy jest jednolita stylowo i pochodzi głównie z XX wieku. Dominującym typem budownictwa są domy mieszkalne – zarówno eklektyczne i modernistyczne kamienice czynszowe z XIX/XX wieku i I połowy XX wieku jak i socrealistyczne bloki z II poł. XX w. Parcelę na rogu z ulicą Sienkiewicza zajmuje gmach radomskiej katedry. Na odcinku od ulicy Żeromskiego do Sienkiewicza wschodnią pierzeję ulicy Mickiewicza tworzy Park im. Tadeusza Kościuszki.
Gminna ewidencja zabytków
Do Gminnej Ewidencji Zabytków Miasta Radomia wpisane są obiekty (stan z 2017):
- nr 1a – budynek mieszkalny, 1943
- nr 3, 3a – budynek mieszkalny, 1943
- nr 5 – dom murowany, pocz. XX w.
- nr 11 – dom murowany, pocz. XX w.
- nr 13 – lata 50/60 XX w.
- nr 23 – dom murowany, pocz. XX w.
- nr 27 – dom murowany, 1937
- nr 31 – dom murowany, dawny MDK, pocz. XX w.
- nr 33 – dom murowany, pocz. XX w.
- nr 37 – dom murowany, pocz. XX w.

## Galeria

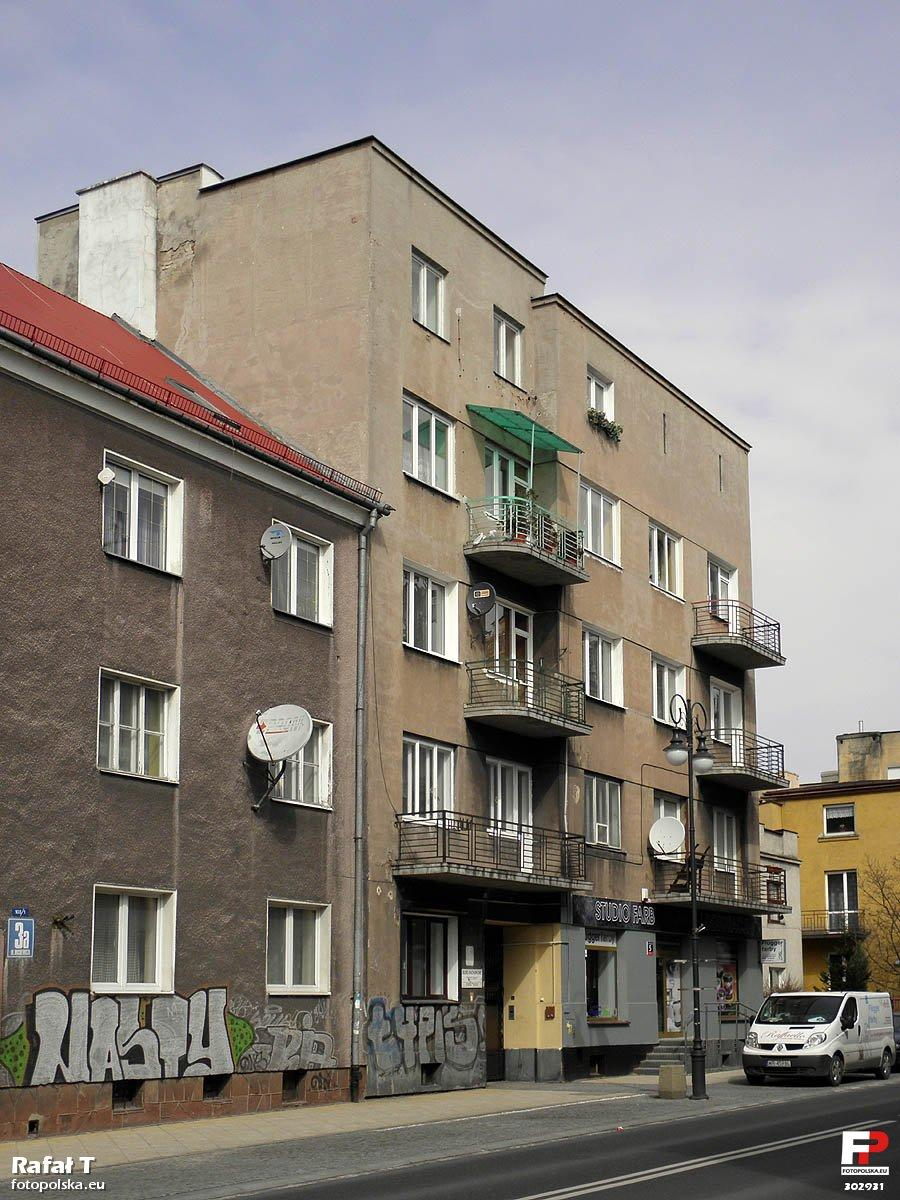
Nr 5 – modernistyczna kamienica z lat 30. XX wieku.
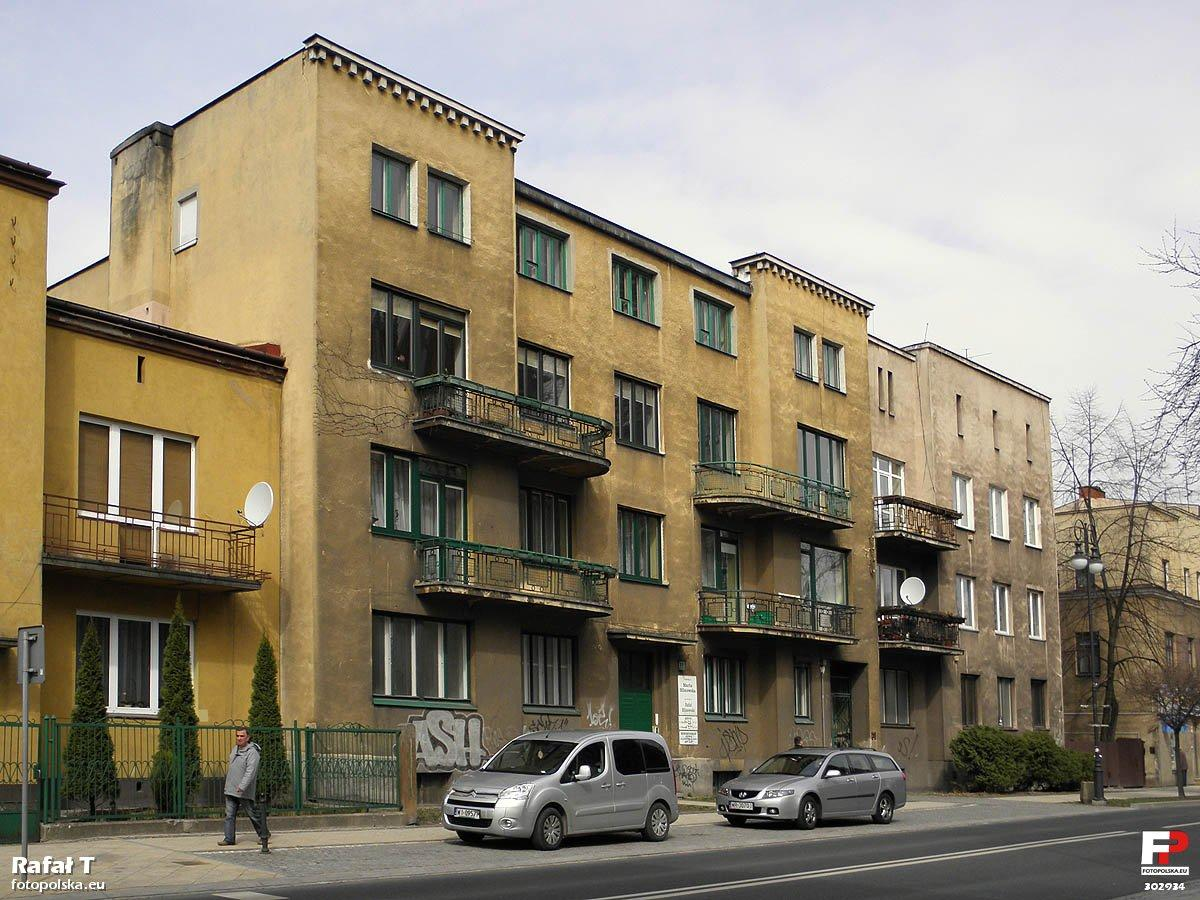
Nr 11 – modernistyczna kamienica z lat 30. XX wieku.
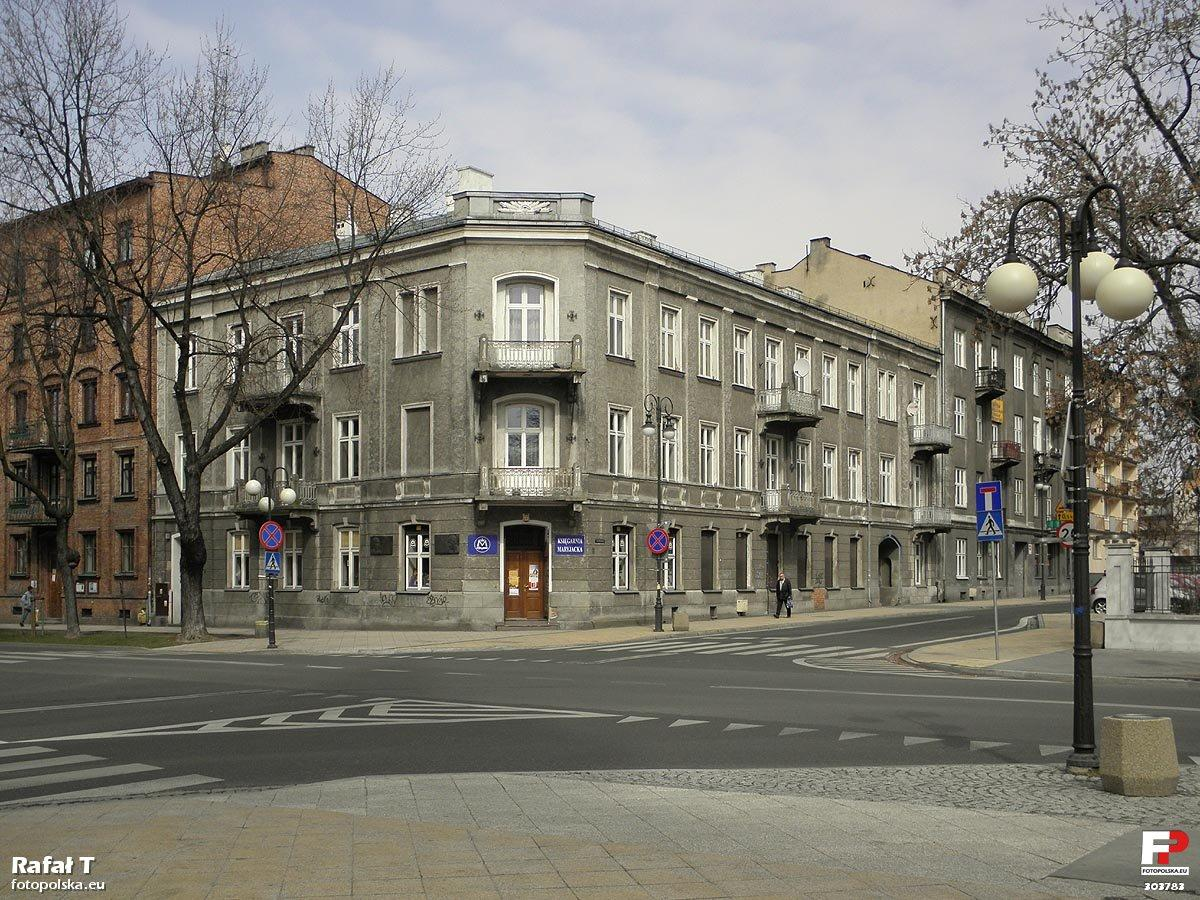
Nr 21 – budynek kancelarii parafii katedralnej.
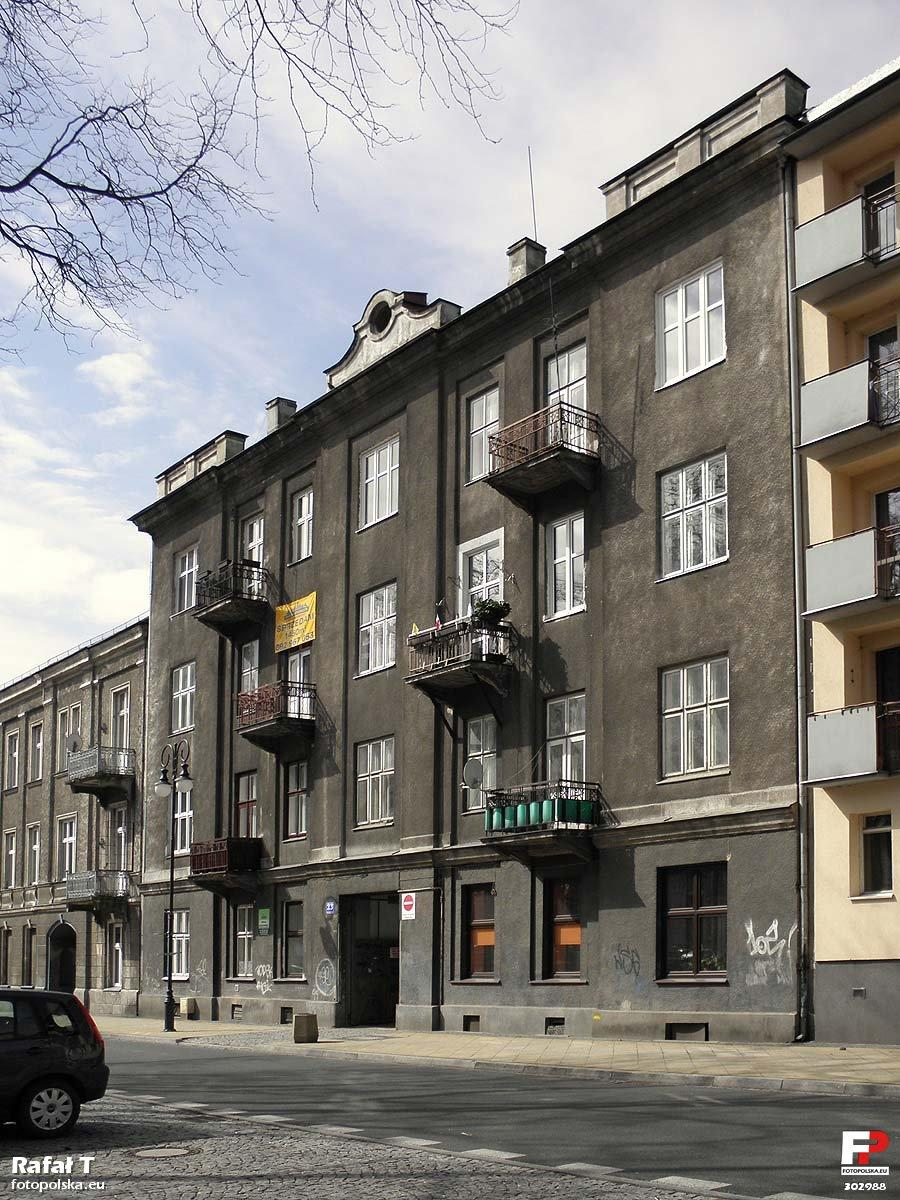
Nr 23 – kamienica czynszowa z XIX/XX w.
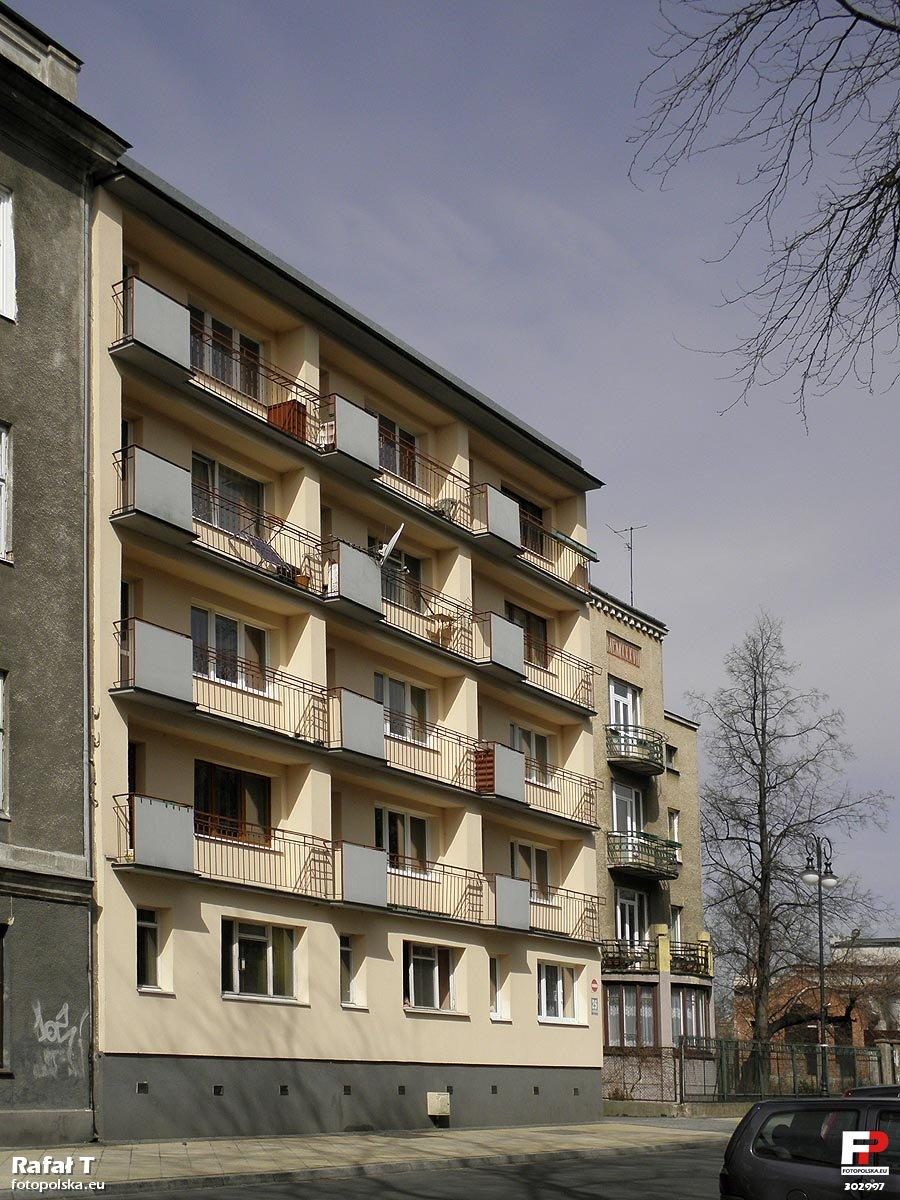
Nr 25 – socjalistyczny blok z II poł. XX w.
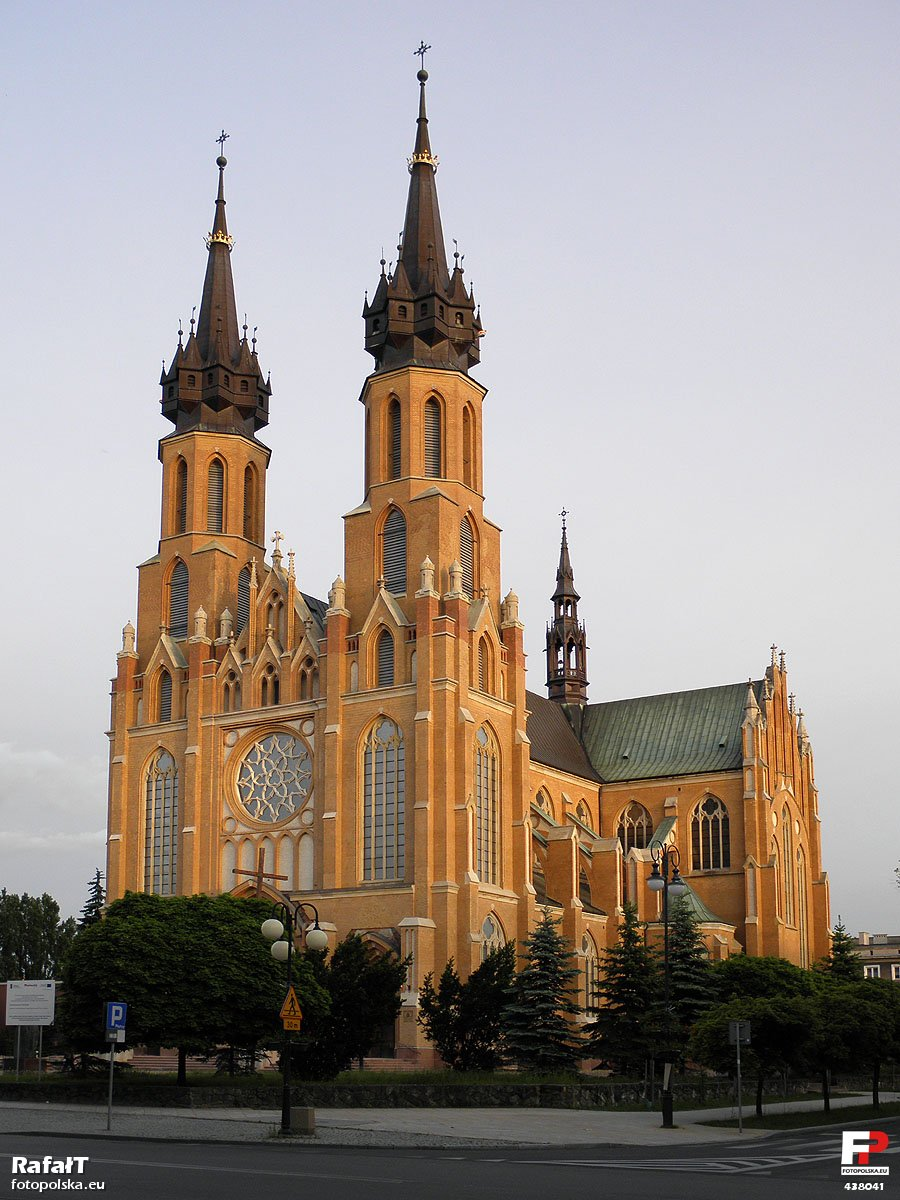
Katedra Opieki NMP – widok od południowego wschodu.
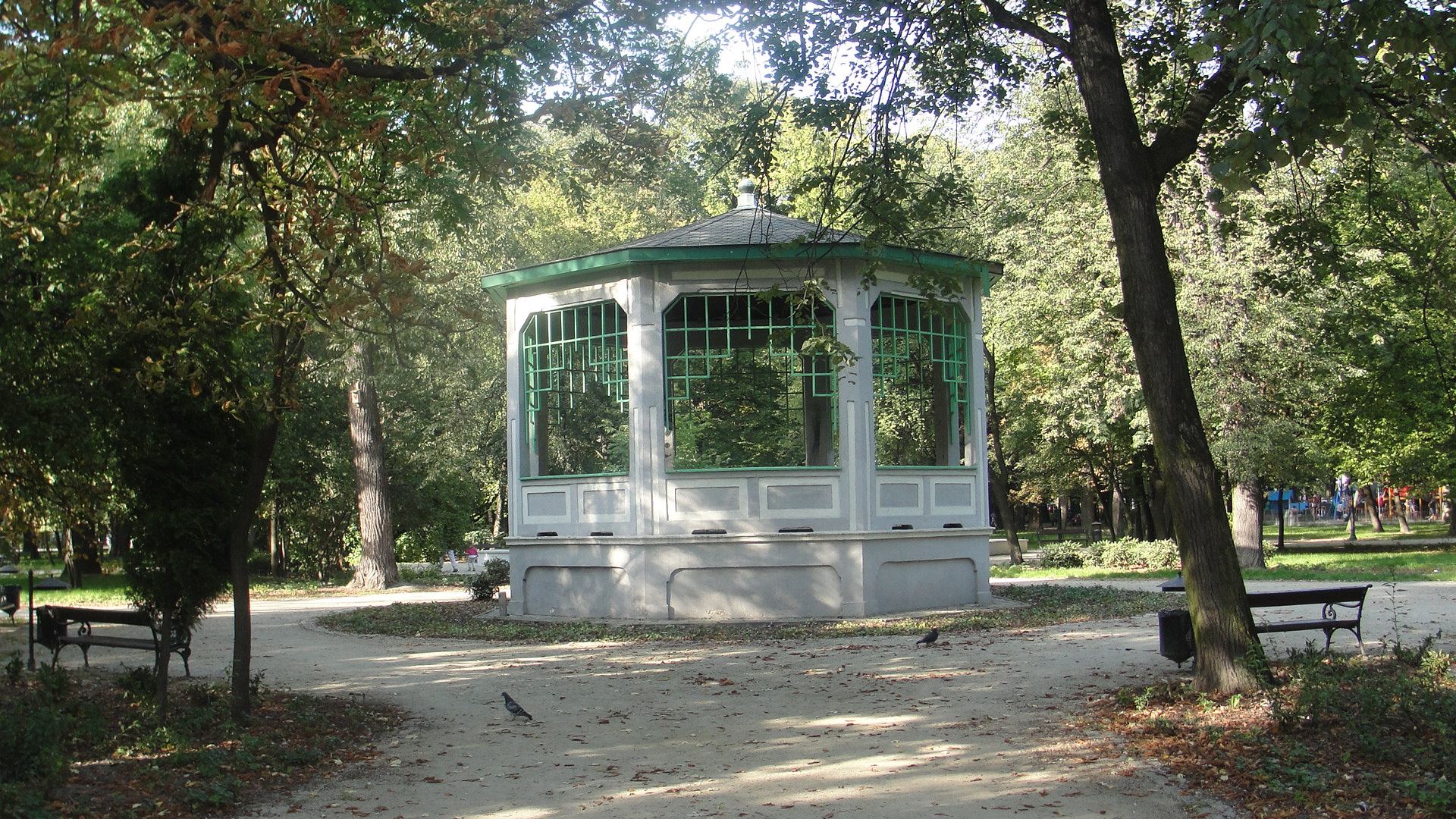
Park im. Tadeusza Kościuszki – altana z początku XX wieku.